# Listă de amendamente la Constituția Statelor Unite ale Americii
Treizeci și trei de amendamente la Constituția Statelor Unite au fost propuse de Congresul Statelor Unite și trimise statelor pentru ratificare de la intrarea în vigoare a Constituției la 4 martie 1789. Douăzeci și șapte dintre acestea, ratificate de suficient de multe state, fac parte din Constituție. Primele zece amendamente au fost adoptate, respectiv ratificate concomitent și sunt cunoscute în mod colectiv sub denumirea de Bill of Rights. Amendamentele 13, 14 și 15 sunt cunoscute în mod colectiv sub denumirea de Amendamentele Reconstrucției. Șase amendamente adoptate de Congres și trimise statelor nu au fost ratificate de suficient de multe state. Cu privire la patru dintre aceste amendamente nu s-a ajuns la un consens. Toate cele 33 de amendamente sunt enumerate și detaliate în tabelele de mai jos. 
Articolul V din Constituția Statelor Unite⁠(d) detaliază cele două etape ale procesului de revizuire a cadrului de guvernare al națiunii. Amendamentele trebuie propuse și ratificate în mod corespunzător înainte de a intra în vigoare. Acest proces a fost conceput pentru a asigura un echilibru între abuzul de modificări și rigiditate textului.
Un amendament poate fi propus și trimis statelor spre ratificare:
- fie de Congresul Statelor Unite, ori de câte ori o supermajoritate⁠(d) atât în Senat, cât și în Camera Reprezentanților consideră că este necesar;
- fie de o convenție națională⁠(d), convocată de Congres în acest scop, la propunerea legislativelor⁠(d) a 2/3 din state (34 din 1959).[2][3][4] Această opțiune nu a fost niciodată utilizată.

Pentru a deveni parte a Constituției, un amendament trebuie ratificat de 3/4 din state - adică de 38 începând din 1959 - în următorul mod (după cum a stabilit Congresul):
- fie de legislativele a trei sferturi din state;
- fie statul ratifică convențiile⁠(d) în trei sferturi din state.[5][6] Singurul amendament care a fost ratificat prin metoda convenției până în prezent este amendamentul XXI din 1933. Acest amendament este, de asemenea, singurul care abrogă în mod explicit unul anterior, al XVIII-lea amendament (ratificat în 1919).[7]

Atunci când un amendament constituțional este trimis statelor pentru ratificare, arhivarul Statelor Unite⁠(d) este responsabil cu administrarea procesului de ratificare în conformitate cu prevederile 1 U.S.C. § 106b. După ratificare, acesta eliberează un certificat care atestă că un amendament a intrat în vigoare ca parte a Constituției.
La începutul secolului al XX-lea, Congresul a stipulat în unele cazuri, dar nu întotdeauna, că un amendament trebuie ratificat de un număr suficient de state în decurs de șapte ani de la depunere pentru a devenit parte a Constituției. Dreptul Congresului de a stabili un termen-limită pentru procesul de ratificare a fost confirmat în 1939 de Curtea Supremă a Statelor Unite în cazul Coleman v. Miller⁠(d) (307 U.S. 433).
Aproximativ 11.770 de propuneri de modificare a Constituției au fost introduse în Congres din 1789 până în 3 ianuarie 2019. Membrii Camerei Reprezentanților și Senatului propun în comun în jur de 200 de amendamente în timpul fiecărui mandat de doi ani al Congresului. Din 1999, doar aproximativ 20 de amendamente propuse au fost votate fie de plenul Camerei, fie de Senat. Ultima dată când o propunere a câștigat sprijinul necesar de două treimi atât în Cameră, cât și în Senat pentru a fi remisă statelor a fost amendamentul privind drepturile de vot din Districtul Columbia⁠(d) din 1978. Doar 16 state l-au ratificat la expirarea termenului de șapte ani.

## Amendamente ratificate
| Amendament | Subiect | Ratificare         | Ratificare        | Ratificare             |
| Amendament | Subiect | Depunere           | Completare        | Interval               |
| ---------- | --- | ------------------ | ----------------- | ---------------------- |
| I          | Protejează libertatea religioasă, libertatea cuvântului, libertatea presei, libertatea de reuniune și dreptul de a trimite petiții Guvernului⁠(d) | 25 septembrie 1789 | 15 decembrie 1791 | 2 ani și 81 de zile    |
| II         | Protejează dreptul de a deține și purta arme | 25 septembrie 1789 | 15 decembrie 1791 | 2 years, 81 days       |
| III        | Restricționează încartiruirea⁠(d) soldaților în locuințe private. | 25 septembrie 1789 | 15 decembrie 1791 | 2 ani și 81 de zile    |
| IV         | Interzice perchezițiile neîntemeiate și precizează condițiile în baza cărora poate fi emis un mandat de percheziție | 25 septembrie 1789 | 15 decembrie 1791 | 2 ani și 81 de zile    |
| V⁠(d)       | Precizează condițiile în baza cărora se realizează inculparea sau exproprierea, protejează dreptul la un proces echitabil⁠(d) și interzice atât autoincriminarea⁠(d), cât și dubla judecare⁠(d)                                                                                       | 25 septembrie 1789 | 15 decembrie 1791 | 2 ani și 81 de zile    |
| VI⁠(d)      | Protejează dreptul la o judecată grabnică⁠(d) și publică⁠(d), dreptul de a fi informat cu privire la acuzații care îi sunt aduse, de a confrunta acuzatorii, de a chema martori și să fie asistat de un avocat                                                                       | 25 septembrie 1789 | 15 decembrie 1791 | 2 ani și 81 de zile    |
| VII⁠(d)     | Oferă dreptul de a fi judecat de un juriu⁠(d) în procesele de drept comun⁠(d) | 25 septembrie 1789 | 15 decembrie 1791 | 2 ani și 81 de zile    |
| VIII       | Interzice atât amenzile și cauțiunile excesive, cât și pedepsele crude și neobișnuite⁠(d) | 25 septembrie 1789 | 15 decembrie 1791 | 2 ani și 81 de zile    |
| IX         | Precizează că drepturile care nu sunt enumerate în Constituție⁠(d) sunt păstrate de popor | 25 septembrie 1789 | 15 decembrie 1791 | 2 ani și 81 de zile    |
| X          | Precizează că guvernul federal posedă doar acele puteri care îi sunt delegate prin Constituție, iar toate celelalte puteri sunt rezervate statelor, respectivul poporului. | 25 septembrie 1789 | 15 decembrie 1791 | 2 ani și 81 de zile    |
| XI         | Un stat nu poate fi parte a unui proces deschis de cetățeni sau străini care nu locuiesc în granițele acelui stat; acesta pune bazele imunității suverane a statelor⁠(d) | 4 martie 1794      | 7 februarie 1795  | 340 de zile            |
| XII⁠(d)     | Revizuiește procedurile care stau la baza alegerilor prezidențiale⁠(d) | 9 decembrie 1803   | 15 iunie 1804     | 189 de zile            |
| XIII       | Abolește sclavia și servitutea involuntară⁠(d), exceptând cazul în care există o condamnare pentru un delict | 31 ianuarie 1865   | 6 decembrie 1865  | 309 zile               |
| XIV        | Definește cetățenia și abordează alte chestiuni legate de perioada post-Războiul Civil American | 13 iunie 1866      | 9 iulie 1868      | 2 ani și 26 de zile    |
| XV         | Interzice negarea dreptului de vot pe criterii de rasă, culoare sau stare servilă anterioară | 26 februarie 1869  | 3 februarie 1870  | 342 de zile            |
| XVI⁠(d)     | Permite Congresului să perceapă impozite pe venituri fără distribuirea lor între diverse state sau să țină cont de recensămintele Statelor Unite ale Americii | 12 iulie 1909      | 3 februarie 1913  | 3 ani și 206 zile      |
| XVII       | Stabilește că senatorii Statelor Unite vor fi aleși în cadrul unor alegeri directe prin vot popular | 13 mai 1912        | 8 aprilie 1913    | 330 de zile            |
| XVIII      | Interzice fabricarea sau vânzarea băuturilor alcoolice în Statele Unite (Abrogat în 5 decembrie 1933, via celui de-al 21-lea Amendament) | 18 decembrie 1917  | 16 ianuarie 1919  | 1 ani și 29 de zile    |
| XIX        | Interzice negarea dreptului de vot pe criterii de sex⁠(d) | 4 iunie 1919       | 18 august 1920    | 1 an și 75 de zile     |
| XX         | Modifică datele la care sunt preluate și părăsite mandatele de către președinte, vicepreședinte și membrii Congresului. Precizează că în cazul în care președintele ales moare înainte să preia funcția, vicepreședintele ales va deveni președinte                                | 2 martie 1932      | 23 ianuarie 1933  | 327 de zile            |
| XXI        | Abrogă cel de-al 18-lea Amendament, iar transportul sau importul de băuturi alcoolice în statele sau teritoriile Statelor Unite, unde acest lucru este interzis prin lege, devine o infracțiune federală⁠(d)                                                                        | 20 februarie 1933  | 5 decembrie 1933  | 288 de zile            |
| XXII⁠(d)    | O persoană poate ocupa funcția de președinte al Statelor Unite pentru cel mult două mandate⁠(d) | 21 martie 1947     | 27 februarie 1951 | 3 ani și 343 de zile   |
| XXIII⁠(d)   | Garantează alegătorilor din Districtul Columbia dreptul de a participa la alegerile prezidențiale | 16 iunie 1960      | 29 martie 1961    | 286 de zile            |
| XXIV⁠(d)    | Interzice negarea dreptului la vot din cauza neachitării capitației⁠(d) sau a altor impozite | 14 septembrie 1962 | 23 ianuarie 1964  | 1 an și 131 de zile    |
| XXV⁠(d)     | Abordează linia de succesiune prezidențială și stabilește proceduri pentru ocuparea atât a funcției de vicepreședinte atunci când aceasta devine vacantă, cât și a funcției prezidențiale în cazul în care președintele ales moare, își dă demisia sau este îndepărtat din funcție | 6 iulie 1965       | 10 februarie 1967 | 1 an și 219 zile       |
| XXVI       | Interzice negarea dreptului de vot pe criterii de vârstă cetățenilor cu vârsta de peste 18 ani | 23 martie 1971     | 1 iulie 1971      | 100 de zile            |
| XXVII⁠(d)   | Interzice intrarea în vigoare a oricărei legi care modifică compensația membrilor Congresului înainte de următoarele alegeri din Camera Reprezentanților | 25 septembrie 1789 | 5 mai 1992        | 202 ani și 223 de zile |

## Amendamente neratificate
| Titlu                                                          | Subiect | Statut |
| -------------------------------------------------------------- | --- | --- |
| Amendamentul Repartizării în Congres⁠(d)                        | Reglementează dimensiunea districtelor congresionale⁠(d) pentru reprezentare în Camera Reprezentanților. | În așteptare din 25 septembrie 1789 |
| Amendamentul Titlurilor Nobiliare⁠(d)                           | Retrage cetățenia oricărui cetățean al Statelor Unite care acceptă titluri nobiliare din partea unei țări străine. | În așteptare din 1 mai 1810 |
| Amendamentul Corwin⁠(d)                                         | Împiedică abolirea sau intervenția Congresului în instituțiile domestice (i.e. sclavie) ale statelor. | În așteptare din 2 martie 1861 |
| Amendamentul referitor la munca copiilor⁠(d)                    | Oferă guvernului federal puterea de a limita, reglementa și interzice exploatarea copilului prin muncă | În așteptare din 2 iunie 1924 |
| Amendamentul egalității de drepturi⁠(d)                         | Interzice discriminarea pe criterii de sex de către guvernul federal sau cel statal. | Propus pe 22 martie 1972; perioada inițială de ratificare s-a încheiat pe 22 martie 1979, iar prelungirea perioadei s-a încheiat pe 30 iunie 1982; amendamentul a fost respins, însă statutul său a fost pus la îndoială. |
| Amendamentul drepturilor electorale din districtul Columbia⁠(d) | Districtului Columbia este tratat asemenea unui stat în ceea ce privește reprezentarea în Congresul Statelor Unite, reprezentarea în Colegiu Electoral și participarea la procesul prin care Constituția este modificată. | Propus pe 22 august 1978; perioada de ratificare s-a încheiat pe 22 august 1985; amendamentul a fost respins. |